# کریس رومئو
کریس رومئو (انگلیسی: Chris Remo؛ زادهٔ ۱۰ سپتامبر ۱۹۸۴) یک آهنگساز، و نویسنده است.